# Shéhérazade (Ravel)
Pour les articles homonymes, voir Shéhérazade (homonymie).
Shéhérazade est le titre d'une ouverture de Maurice Ravel, ainsi que d'un cycle de mélodies pour voix et orchestre de Maurice Ravel sur des vers de Tristan Klingsor.

## Ouverture

### Orchestration
| Instrumentation de Shéhérazade                                                                                           |
| Bois |
| 1 petite flûte, 2 flûtes, 2 hautbois, 1 cor anglais, 2 clarinettes (en la), 3 bassons, 1 sarrusophone contrebasse        |
| Cuivres |
| 4 cors (en fa), 4 trompettes (2 en ut et 2 en si), 3 trombones, 1 tuba contrebasse                                       |
| Percussions |
| 3 timbales (1 en fa dièse, 1 en si et 1 en mi bémol), triangle, tambour de basque, grosse caisse, cymbale, tambour, gong |
| Cordes |
| 1 célesta, 2 harpes, premiers violons, seconds violons, altos, violoncelles, contrebasses                                |

### Genèse
Dans son autobiographie, Ravel mentionna son attrait pour le charme profond que l'Orient exerçait sur lui depuis son enfance. L'œuvre était destinée à introduire un opéra oriental et féerique.

### Création
La création eut lieu de 27 mai 1899 sous la direction d'orchestre de Maurice Ravel en personne au 278e concert de la Société nationale de musique, au Nouveau-Théâtre.

### Réception et postérité
L'œuvre n'eut pas de succès et n’a plus jamais été jouée du vivant de Maurice Ravel comme du vivant de son frère cadet et héritier Édouard Ravel (1878-1960), la partition restant inédite jusqu'en 1975.
En 1903, il choisit trois textes du poète Tristan Klingsor à mettre en musique pour voix et orchestre. Il réutilisa une partie du matériau musical ainsi que le titre de son ouverture de 1898, à laquelle il ne devait plus attacher d'importance.

## Cycle de mélodies

### Orchestration
| Instrumentation de Shéhérazade                                                                    |
| Bois                                                                                              |
| 1 petite flûte, 2 grandes flûtes, 2 hautbois, 1 cor anglais, 2 clarinettes (en la), 2 bassons     |
| Cuivres                                                                                           |
| 4 cors (en fa, chromatiques), 2 trompettes (en ut, chromatiques), 3 trombones, 1 tuba             |
| Percussions                                                                                       |
| timbales, triangle, tambour de basque, tambour, cymbales, grosse caisse, tam-tam, 1 jeu de timbre |
| Cordes                                                                                            |
| 1 célesta, 2 harpes, premiers violons, seconds violons, altos, violoncelles, contrebasses         |

Il existe, en outre une réduction faite par Ravel lui-même, pour voix, flûte et piano.

### Structure
1. Asie
2. La Flûte enchantée
3. L'Indifférent

Les trois mélodies sont d'inégale longueur — la première étant de loin la plus longue.

### Genèse
Ravel avait choisi ces textes car il les considérait comme les moins aptes à être mis en musique. Il voulait des vers difficiles, tout à fait impossibles à chanter. Il composa le cycle de mélodies en 1903 à son domicile 19 Boulevard Pereire à Paris.

### Création
L'œuvre fut créée le 17 mai 1904 par la mezzo-soprano Jeanne Hatto et sous la direction d'orchestre d'Alfred Cortot au 321e concert de la Société nationale de musique, au Nouveau-Théâtre.
Par inexactitude, il est parfois affirmé que Jane Bathori remplaça Jeanne Hatto lors de la première : c'est lors d'une audition ultérieure aux Bouffes-Parisiens le 12 novembre 1904 que Jane Bathori remplaça en effet Jeanne Hatto. Ceci explique les termes d'une dédicace autographe de Maurice Ravel à l'attention de Jane Bathori  sur un exemplaire de la partition de Shéhérazade (éditions Astruc et Cie) :

« à l'admirable musicienne Mademoiselle Jane Bathori, en reconnaissance du tour de force du [samedi] 12 9bre [novembre] 1904 »

.
La partition parut d'abord aux éditions musicales de Gabriel Astruc avant que ce dernier n'accepte la cession de Shéhérazade et du Quatuor à cordes aux éditions musicales Durand le 12 octobre 1910.
Depuis lors l'œuvre est habituellement chantée par une voix de femme. On trouve néanmoins certaines interprétations par des voix d'hommes apportant une couleur homoérotique, particulièrement dans les deuxième et troisième poèmes.

### Influences
L'influence spirituelle de Claude Debussy se fait sentir dès les premières mesures — moins dans le coloris orchestral raffiné que dans la déclamation libre et discrète des vers à la rythmique ouverte, selon l'exemple de Pelléas et Mélisande.

### Enregistrements
Les enregistrements qu'en a donnés Ernest Ansermet à la tête de l'orchestre de la Suisse romande avec Suzanne Danco en 1954 et Régine Crespin en 1963 sont toujours au catalogue aujourd'hui.

## Droit d'auteur
En France, l'œuvre ne tombera pas dans le domaine public avant 2051, en raison de l'année de décès de Tristan Klingsor et des dispositions du droit français — il faut en effet, aux 70 ans à compter à partir du 1er janvier suivant la disparition du dernier auteur, ajouter près de 15 ans de prorogation dus aux deux guerres mondiales.